# ゴールデン・ヒーロー 最後の聖戦
『ゴールデン・ヒーロー 最後の聖戦』（原題：I'm Gonna Git You Sucka）は、1988年のアメリカ映画。日本ではビデオスルーとなった。

## キャスト
- キーネン・アイヴォリー・ウェイアンズ
- バーニー・ケイシー
- ジャネット・デュボワ
- アイザック・ヘイズ
- アントニオ・ファーガス
- スティーヴ・ジェームズ
- ジム・ブラウン
- ドーン・ルイス
- ジョン・ヴァーノン
- クルー・ギャラガー
- クラレンス・ウィリアムズ3世
- カディーム・ハーディソン
- デイモン・ウェイアンズ
- クリス・ロック